# سیلیسیم دی‌اکسید
سیلیسیم دی‌اکسید (به انگلیسی: Silicon dioxide) که سیلیکا (Silica) یا سیلیس (به فرانسوی: Silice) نیز نامیده می‌شود، یک اکسید سیلیسیم (سیلیکون) با فرمول شیمیایی SiO2 فراوان‌ترین ترکیب اکسیدی موجود در پوستهٔ زمین است. سیلیس در طبیعت به‌صورت آزاد یا به‌صورت ترکیب با سایر اکسیدها وجود دارد. بدانیند که اکسید سیلیس اکسید نافلزی نیست چون سیلیسم شبه فلز است خاک رس، آلکالیکات فلدسپات و سیلیس، مهم‌ترین مواد اولیهٔ سرامیک‌ها هستند. تمام اشکال سفید یا بی‌رنگ هستند، اگر چه نمونه‌های ناخالص می‌توانند رنگی باشند. دی اکسید سیلیکون یک جزء اساسی شیشه است. 
دی اکسید سیلیکون رایج ترین ماده عایق در تکنولوژی IC و در زمینه های دیگر تکنولوژی ساخت دستگاه سیلیکون می باشد.

## شکل‌های سیلیس در طبیعت
سیلیس آزاد در طبیعت به‌صورت بلورین، بلور مخفی و بلور مخفی آبدار و بلور خشک وجود دارد.

### کوارتز
سیلیس خالص کوارتز یکی از چندشکلی‌های سیلیس است. این فاز در فشار و دمای معمولی پایدار است. به همین دلیل سیلیس آزاد در طبیعت بیشتر به‌صورت کوارتز یافت می‌شود. کانی کوارتز از سختی بسیار بالایی برخوردار است.

### ماسه و ماسه‌سنگ
سیلیس ناخالص ماسه‌ و ماسه‌سنگ‌ نام دارد که از انواع کوارتز رسوبی هستند که به‌صورت طبیعی خرد شده‌اند. در ماسه‌سنگ، دانه‌های ماسه به‌وسیلهٔ ذرات آهک، رس، آهن اکسید یا سایر مواد به یکدیگر چسبیده‌اند.

### فلینت
فلینت از انواع سیلیس‌هایت و از بلورهای بسیار ریز کوارتز، آب، کربنات کلسیم و مواد آلی تشکیل شده‌است. رنگ فلینت قهوه‌ای روشن، خاکستری یا سیاه است که در اثر گرما و سوختن مواد آلی، به رنگ سفید در می‌آید. این شکل از سیلیس آزاد، از حل شدن اسکلت سیلیسی جانوران اسفنجی در آب دریاها و سپس ته‌نشینی در بستر دریا به‌وجود آمده‌اند.

## کاربرد

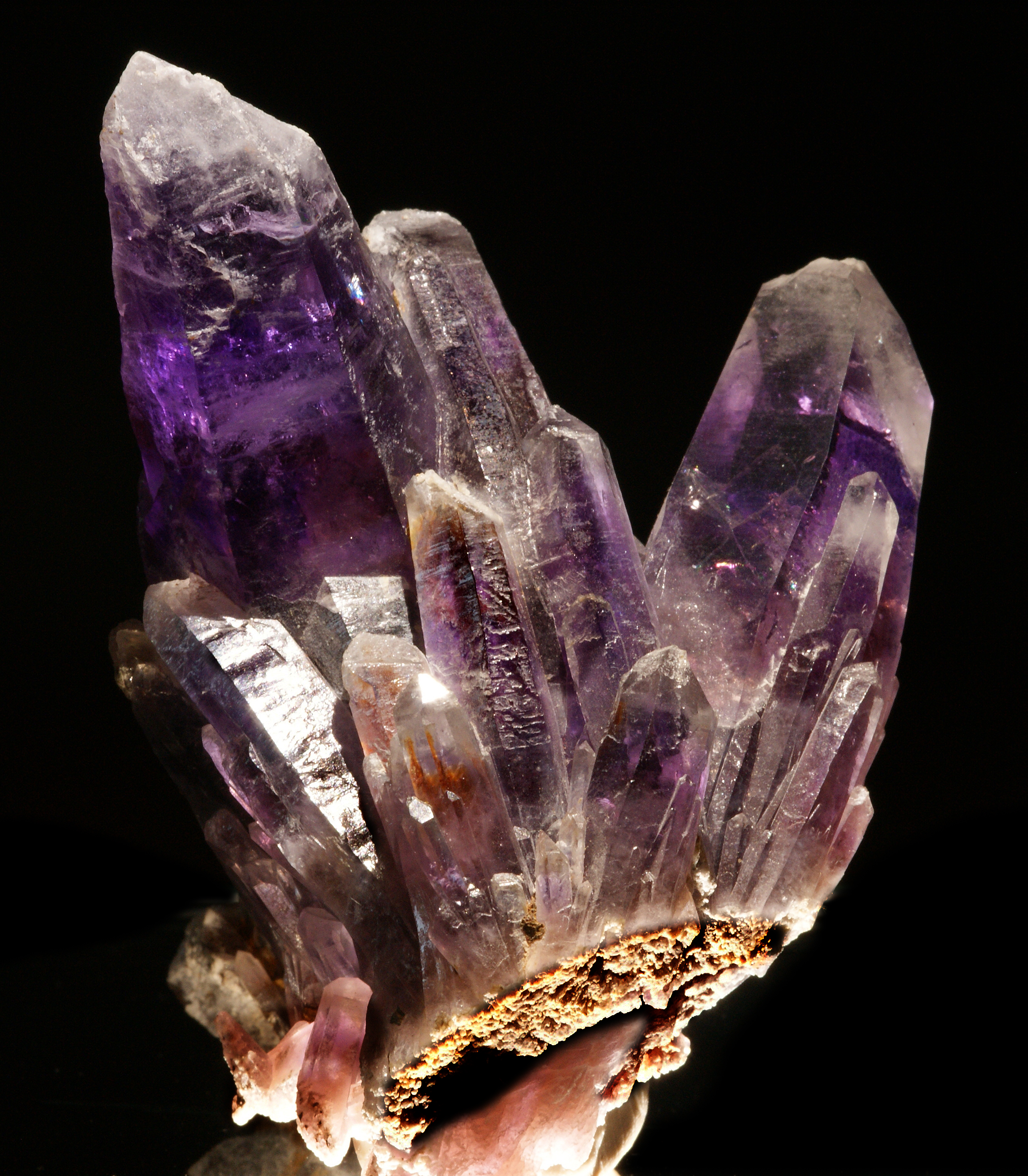
کانی آمیتیست

سیلیس کاربرد فراوانی در صنایع دارد که از آن جمله عبارت‌اند از:
تولید فروسیلیس، شیشه‌سازی، تولید آجر ماسه آهکی، تولید سرامیک چینی، سرامیک‌سازی، تولید سدیم، ریخته‌گری، تولید سایر مواد سیلیسی، لعاب‌سازی، ریخته‌گری و دیرگدازها، به‌عنوان نیم‌رسانا، پشم شیشه سیلیکات، صنایع الکترونیک، لاستیک و پلاستیک، رنگ‌سازی، بتونه و چسب فولاد، تصفیهٔ آب، سیمان، ساب‌پاشی، کنترل ساییدگی و خوردگی لوله‌های آب، پاک‌کننده‌های صنعتی، رنگ و پوشش، شناورسازی کانه، قالب ریخته‌گری، پایدارسازی پراکسید، چسب‌سازی

## نقش سیلیس در بدن
سیلیس به‌طور طبیعی در پوست، مو و ناخن انسان وجود دارد و یکی از مهم‌ترین مواد معدنی موجود در اجزای بدن است. همچنین این عنصر برای درمان آرتروز و تقویت استخوان‌ها مؤثر است.